# Wetten op de Raad van State
De wetten op de Raad van State zijn in België de bij Koninklijk Besluit van 12 januari 1973 gecoördineerde wetten op de Raad van State. Het betreft dus een coördinatie van wetten. Oorspronkelijk werd de Raad van State opgericht door de wet van 23 december 1946.  